# 飘带尾霸鹟
飘带尾霸鹟（学名：Gubernetes yetapa），是雀形目霸鹟科的一种鸟类，属于单型的飘带尾霸鹟属（学名：Gubernetes）。

## 特征
飘带尾霸鹟体重约68.4克，翼长约12.56厘米，喙宽度约9.2毫米，喙厚度约8.2毫米，嘴峰长约26.5毫米，跗蹠长约28.6毫米，尾长约24.88厘米。
飘带尾霸鹟具有部分的迁徙性，栖息在草地，它们是食肉动物，主要以昆虫、蜘蛛等陆生无脊椎动物为食。它们分布在玻利维亚东部至巴拉圭、巴西中南部和东南部以及阿根廷东北部。